# Ave seguidora de hormigas

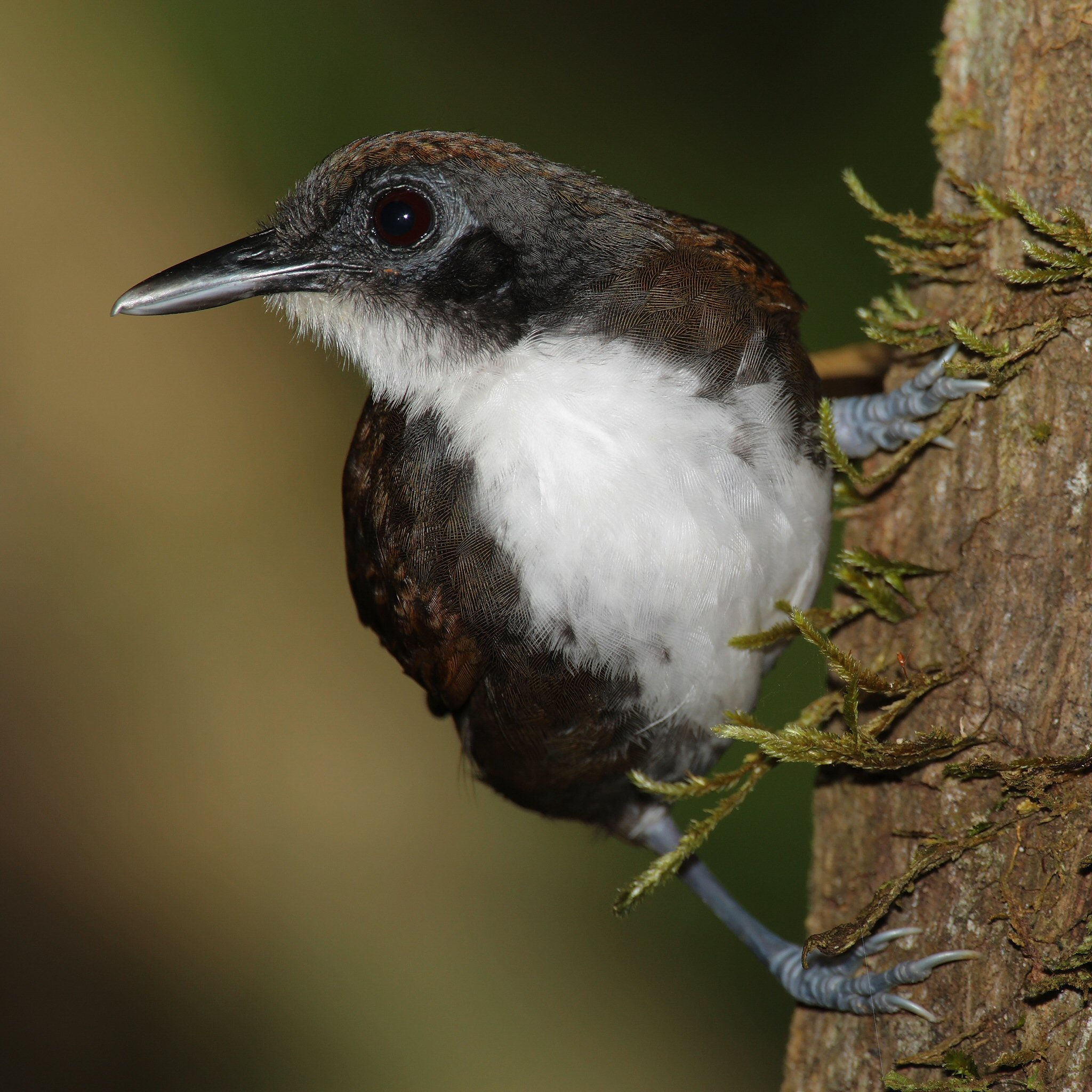
El hormiguero bicolor (Gymnopithys leucaspis) es un ave seguidora obligada de hormigas.

Las seguidoras de hormigas son aves que tienen un patrón oportunista en el recurso alimenticio que ofrecen las marchas de hormigas guerreras, que a su paso hacen huir a otros invertebrados que son consumidos por las aves.
Existen aves que son especialistas seguidoras de hormigas, como 18 especies de hormigueras o batarás (familia Thamnophilidae), pero otras familias de aves también son seguidoras de hormigas, como los túrdidos, papamoscas (subfamilia Saxicolinae), cardenales (género Habia), cucúlidos y trepatroncos. Existen aves que son seguidoras obligadas, esto es, que obtienen la mayor parte de su dieta mediante el seguimiento de las hormigas, o no obligadas, cuando solo parte de su dieta se obtiene a través de este comportamiento. Algunas especies pueden alimentarse en gran medida aprovechándose de estas incursiones de hormigas nómadas y no ser seguidoras especialistas ni obligadas, al alimentarse con regularidad sin seguirlas.
Muchas especies de hormigas tropicales forman grandes colonias que realizan incursiones o «razias» en las que un enorme número de estos insectos se adentran en un área, atacando a sus presas en masa, aunque muchas de estas incursiones son a menudo nocturnas o se realizan bajo tierra. Quizás la hormiga más seguida por las aves es la especie neotropical Eciton burchellii, que es diurna y realiza sus incursiones en la superficie. En ocasiones las aves se comen a las hormigas junto con sus presas, y durante un tiempo se creyó que las aves acompañantes se dedicaban a comer a las hormigas, pero numerosos estudios sobre E. burchellii en distintos lugares han mostrado que esta ingesta aparenta ser más casual que intencional y que las hormigas actúan realmente como batidoras de las aves seguidoras, arrojando a su paso insectos, otros artrópodos y pequeños vertebrados. Como E. burchellii es la única hormiga guerrera diurna especializada, los seguidores habituales de hormigas se dan sobre todo en la región neotropical, pero las aves de la región afrotropical siguen a hormigas del género Dorylus.
Durante un tiempo se consideró que la relación entre las seguidoras habituales y obligadas de las hormigas guerreras, en particular Eciton burchellii, era mutualística y que las hormigas se beneficiaban también de este seguimiento por parte de las aves. Sin embargo los experimentos realizados retirando a las aves seguidoras de las marchas de las hormigas mostraron que el éxito en la captura de presas por parte de las hormigas era un 30% inferior cuando las aves estaban presentes, lo que indica que la relación de las aves era de hecho parásita. Esto ha conllevado varios comportamientos por parte de las hormigas a fin de reducir el cleptoparasitismo de las aves, como el ocultamiento de las presas entre restos de hojas. Se ha sugerido también que el efecto de este parasitismo pueda reducir el desarrollo de las colonias de E. burchellii y que por otra parte beneficie a otras especies de hormigas de que se alimentan las hormigas guerreras.